# Kalinowo (powiat pułtuski)
Kalinowo – wieś w Polsce położona w województwie mazowieckim, w powiecie pułtuskim, w gminie Obryte.
Prywatna wieś szlachecka położona była w drugiej połowie XVI wieku w powiecie kamienieckim ziemi nurskiej województwa mazowieckiego. W latach 1975–1998 miejscowość należała administracyjnie do województwa ostrołęckiego.
Wieś leży u ujścia Orzyca do Narwi; w okresie letnim przez Narew kursuje prom.
Wierni kościoła rzymskokatolickiego należą do parafii św. Wojciecha w Zambskach Kościelnych.